# Mola d'Irto
La Mola d'Irto és una muntanya de 538 metres que es troba al municipi de Gandesa, a la comarca de la Terra Alta.
Aquest cim està inclòs al llistat dels 100 cims de la FEEC.